# 阿讷比市镇
阿讷比市镇（瑞典語：Aneby kommun）是瑞典南部延雪平省的一个市镇，其治所位于阿讷比。市镇面积为553.89平方公里，2023年人口数量为6,852人。